# Gérard d’Aboville
Gérard d’Aboville (ur. 5 września 1945 w Paryżu) – francuski wioślarz, podróżnik i polityk, poseł do Parlamentu Europejskiego IV kadencji. Jako pierwszy człowiek łodzią wiosłową samotnie przepłynął Ocean Atlantycki oraz Ocean Spokojny.

## Życiorys
Absolwent wyższej szkoły biznesowej Institut supérieur du commerce de Paris.
W 1980 przepłynął łodzią wiosłową o długości 5,6 metra z półwyspu Cape Cod w Stanach Zjednoczonych do Brestu, podróż trwała 72 dni. W 1991 samotnie w ciągu 134 dni przepłynął Ocean Spokojny, rozpoczynają podróż w Japonii i kończąc w USA. W 1980 brał udział w rajdzie Dakar jako motocyklista. W 2001 bez korzystania z urządzeń nawigacyjnych przeleciał motolotnią nad biegunem północnym. Od 1994 był prezesem rady głównej zajmującej się sprawami żeglarstwa i sportów wodnych (CSNPSN). Od 2006 zaangażowany w projekt PlanetSolar, stworzenia katamaranu zasilanego wyłącznie energią słoneczną.
Zaangażował się również w działalność polityczną. W latach 1994–1999 sprawował mandat eurodeputowanego IV kadencji z ramienia gaullistowskiego Zgromadzenia na rzecz Republiki. W 2004 powołany w skład pełniącej funkcje doradcze Rady Społeczno-Ekonomicznej. Został także prezesem działającej na rzecz zachowania dziedzictwa morskiego i rzecznego fundacji Fondation du Patrimoine maritime et fluvial. Do 2014 zasiadał w radzie miejskiej Paryża jako przedstawiciel Unii na rzecz Ruchu Ludowego.